# Algund
Algund (wł. Lagundo) – miejscowość i gmina we Włoszech, w regionie Trydent-Górna Adyga, w prowincji Bolzano.
Liczba mieszkańców gminy wynosiła 4782 (dane z roku 2009). Język niemiecki jest językiem ojczystym dla 86,81%, włoski dla 12,93%, a ladyński dla 0,26% mieszkańców (2001).